# Nuevo Estadio de Malatya
El Nuevo Estadio de Malatya (en turco: Yeni Malatya Stadyumu) originalmente llamado Malatya Arena es un estadio de fútbol ubicado en la ciudad de Malatya, Turquía. El estadio fue inaugurado el año 2017 y posee una capacidad de 27 700 asientos. El recinto es utilizado por el club Yeni Malatyaspor de la Superliga de Turquía.
El nuevo recinto sustituyó al antiguo Estadio Malatya İnönü, inaugurado en 1970 y demolido en 2018, y que tenía capacidad para 13.000 espectadores.

## Historia
Malatya es la mayor región productora de albaricoques (damascos) de Turquía. Esta fue la inspiración de los arquitectos dirigidos por Azaksu Mimarlik cuando bosquejaron el proyecto del nuevo estadio, cuya fachada exterior está revestida con dos capas de acero naranja y blanco que juntas pesan 2.800 toneladas, cubriendo no solo las gradas sino también todos los pasillos alrededor del estadio.
Los arquitectos también aprovecharon la pendiente del terreno sobre el que se construyó la arena. En el lado norte se crearon 2 plantas subterráneas, lo que permitió formar un enorme estacionamiento cubierto con capacidad para albergar otros 271 vehículos, ya que los estacionamientos ubicados en el exterior de la arena cuentan con otras 981 plazas. El estadio tiene 26 palcos, que se distribuyen por igual en los lados este y oeste de la arena. También cuenta con 2 tiendas y 24 cafeterías.
Con la inauguración prevista inicialmente para 2015, la obra solo se completó dos años después, luego de que otro contratista se hiciera cargo de la obra ante la quiebra de la empresa originalmente contratada en 2012. El presidente Recep Tayyip Erdoğan inauguró oficialmente el nuevo estadio el 5 de agosto de 2017 .
El partido inaugural del estadio tuvo lugar el 16 de septiembre de 2017, entre el local Yeni Malatyaspor contra Bursaspor, que finalizó con la victoria de la visita por 2–4.